# Klaus Dylewski
Klaus Hubert Hermann Dylewski, né le 11 mai 1916 et décédé le 1er avril 2012 était un soldat SS au camp d'Auschwitz, et adjudant du commandant, SS-Obersturmbannführer.

## Biographie
Il est né le 11 mai 1916 à Stettin dans la province de Poméranie. Il étudie dans les écoles allemandes, où il obtient son diplôme en 1935 et suit un cours technique à l'école technique de Danzig, étudiant l'ingénierie mécanique. Il quitte néanmoins le cursus pour rejoindre la 3e Panzerdivision SS Totenkopf de la Waffen-SS, en tant que collaborateur étranger en 1939. En 1940, il participe à la bataille de France, où il est blessé.
En septembre 1940, il est transféré à Auschwitz et est affecté à l'Inspection des camps de concentration au département politique d'Auschwitz. Il y reste jusqu'en 1944, au cours duquel il participe à des fusillades et des tortures. Au printemps 1944, il est promu sergent d'état-major des SS et est affecté à Hersbruck, où il travaille comme directeur d'une usine d'aéronefs. Il y dirige des prisonniers politiques des camps de concentration travaillant comme des esclaves.
À la fin de la guerre, en mai 1945, il déménage à Munich pour échapper à la justice et dissimuler sa véritable identité. Plus tard, il déménage à Hambourg et y travaille comme ouvrier. En 1948, il poursuit son cours inachevé à l'Université Humboldt de Berlin sous une fausse identité. Après son diplôme en 1952, il enseigne dans une école technique à Düsseldorf, mais après sept ans, en 1959, il est arrêté et sa véritable identité est révélée comme ancien officier de la SS. Il est libéré la même année pour manque de preuves. En 1960, il est arrêté et incarcéré pendant près de quatre mois, mais est relâché de nouveau. En 1963, il est arrêté pour la troisième fois et est inculpé lors du deuxième procès d'Auschwitz à Francfort. Il est jugé et déclaré coupable d'avoir aidé et encouragé le meurtre à 32 personnes et il est impliqué dans le meurtre d'au moins 750 personnes. Il est condamné à cinq ans d'emprisonnement, mais est libéré en 1968 par le tribunal, n'ayant purgé que trois ans de prison. 
Il est mort à Hilden le 1er avril 2012.